# Kommunikationer i Uppsala

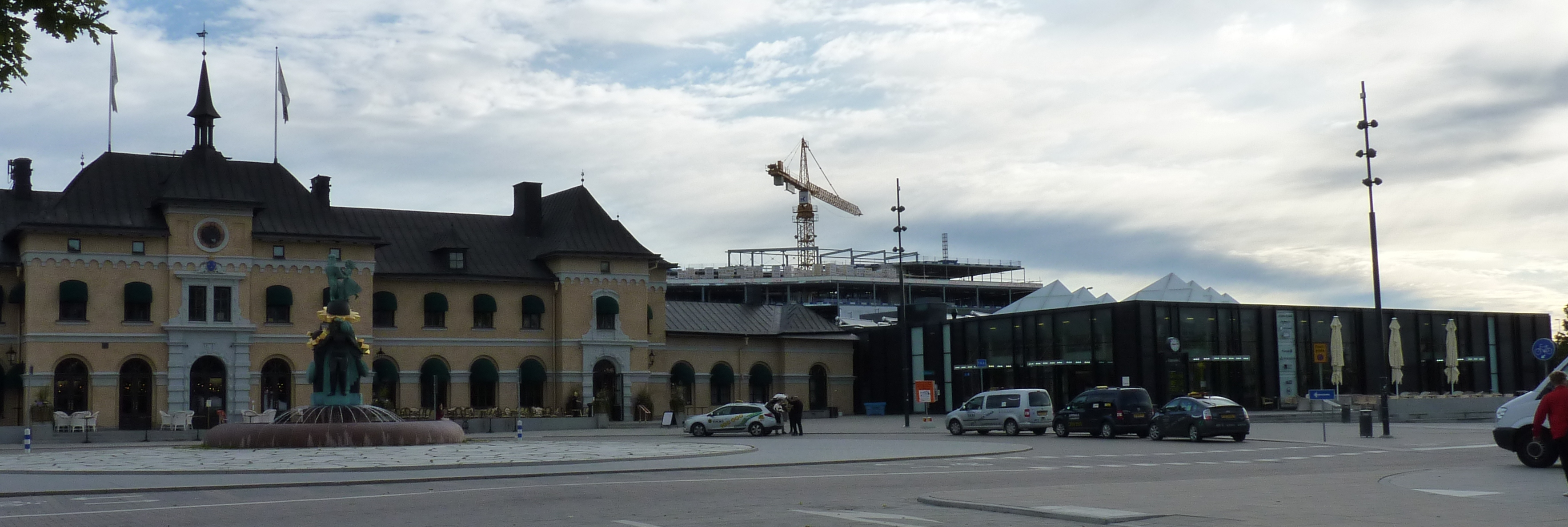
Gamla och nya centralstationen i Uppsala.

Kommunikationer i Uppsala domineras mycket av närheten till huvudstaden Stockholm, vilket förenklar pendlande i stor skala, och också bidrar till att Uppsala har en relativ närhet till den internationella flygplatsen Arlanda. Knutpunkten för kommunikationer i Uppsala är Uppsala centralstation där majoriteten av stadens tåg- och busstrafik passerar. Vid centralstationen finns även stora utrymmen avsatta till cykelparkeringar, då cykeln är ett viktigt transportmedel i staden. Åren 2005–2010 bedrevs byggprojektet Resecentrum Uppsala i samarbete mellan Uppsala kommun, Trafikverket och Jernhusen AB med en omfattande ombyggnad av stationsområdet och en ny stationsbyggnad.

## Pendling
Uppsala kommuns nattbefolkning är större än dagbefolkningen. Nästan 16 000 invånare i Uppsala kommun pendlar till Stockholm med förorter för att arbeta. Många nordupplänningar pendlar dock även till Uppsala kommun. I och med utlokalisering av statliga verk, kom även en icke-obetydlig grupp stockholmare att dagpendla till Uppsala. År 2005 var totala antalet inpendlare till Uppsala kommun 17 309 och utpendlare 19 473.
| Pendling till och från Uppsala kommun år 2008 |                |                                |                                |                 |
| Visavi ort                                    | Visavi ort     | Inpendling till Uppsala kommun | Utpendling från Uppsala kommun | Netto- pendling |
| Uppsala län                                   | Uppsala län    | 9 428                          | 3 063                          | 6 365           |
| *                                             | Knivsta        | 2 142                          | 837                            | 1 305           |
| *                                             | Östhammar      | 1 987                          | 756                            | 1 231           |
| *                                             | Heby           | 1 461                          | 217                            | 1 244           |
| *                                             | Tierp          | 1 715                          | 429                            | 1 286           |
| *                                             | Enköping       | 1 800                          | 647                            | 1 153           |
| *                                             | Håbo           | 253                            | 135                            | 118             |
| *                                             | Älvkarleby     | 70                             | 42                             | 28              |
| Stockholms län                                | Stockholms län | 4 723                          | 15 216                         | -10 493         |
| Övriga riket                                  | Övriga riket   | 3 234                          | 3 557                          | -323            |
| TOTALT                                        | TOTALT         | 17 385                         | 21 836                         | -4 451          |

Källa: Uppsala kommun

## Vägar
Uppsalaområdets i särklass viktigaste transportled för biltrafik är motorvägen på Europaväg 4. Många Uppsalabor pendlar längs motorvägen till inte minst Stockholmsområdet. Den går också förbi Arlanda vilket utnyttjas i stor omfattning bland Uppsalas befolkning. Motorvägen går också norrut upp förbi Storvreta till Gävle. Genom själva Uppsala går motorvägen vid Uppsalas östra sida och förbi bland annat Vaksala kyrka. Motorvägen ansluter också till viktiga lokala trafikleder inom Uppsala som Tycho Hedéns väg, som delvis också är motorväg medan resten är fyrfilig med skilda körbanor, bred mittremsa och vägren men korsar andra vägar i plan med trafikljusreglerade korsningar och rondeller eller till Bärbyleden som är en del av väg 55. Innan den nya motorvägen öppnades så utgjorde denna väg E4 som norr om Uppsala bestod av 13-metersväg fram till Mehedeby och därifrån blev motorväg fram till Gävle, vilket den varit på den sträckan sedan 1995 (motortrafikled från 1977). Den gamla E4:an kallas numera för länsväg C 600 och var en flaskhals, inte minst i samband med vissa helger och semesterperioder då trafiken ökade.
Bärbyleden är fyrfilig med delvis planskilda korsningar. Den har anslutning till Tycho Hedéns väg via en halv trafikplats som enbart erbjuder på- och avfart väst-sydlig riktning och även till Råbyvägen samt Österleden i en cirkulationsplats. Därefter ansluter den till E4 i en trafikplats.

### Framtida ringled
Det finns långsiktiga planer på att knyta en ringled runt staden, med sträckningen: Tycho Hedéns väg - Bärbyleden (etapp 1 och 2) - Sydvästlänken- Dag Hammarskjölds väg - Kungsängsleden - Stålgatan - Tycho Hedéns väg. Den nya Sydvästlänken skulle ha sträckt sig från trafikplats Berthåga (med anknytningar till Bärbyleden, Enköpingsvägen/Riksväg 55/72) till korsningen Dag Hammarskjöldsvägen - Kungsängsleden alternativt Vårdsätravägen. Länken kommer att ha sin sträckning i tunnel under Flogsta, Ekeby, Eriksberg, Stadsskogen och troligtvis dimensionerats för två körfält i vardera riktning med en hastighetsbegränsning om 70 km/h. Lokala anslutningar till leden kan komma att vara aktuella från Norbyvägen och Eriksbergsvägen vilka löses planskilt eller med cirkulationsplats. Uppgraderingar på vissa avsnitt såsom Stålgatan och Bärbyleden mellan trafikplats Berthåga och trafikplats Husbyborg/Librobäck kan bli aktuella i framtiden då staden expanderar. Hösten 2014 valde den rödgröna majoriteten i Uppsala kommun att skrota planerna på Sydvästlänken, det är oklart om beslutet kommer ändras i framtiden.

## Övriga väganslutningar
Förutom E4 strålar sju riks- och länsvägar ut från Uppsala, moturs från söder 255 mot Alsike–Märsta (en del av E4 före 1972), 282 mot Länna–Almunge–Knutby, 288 mot Rasbo–Alunda–Gimo–Östhammar, 290 mot Storvreta–Vattholma–Österbybruk, 272 mot Gysinge–Sandviken, 72 mot Heby–Sala(–Dalarna) och 55 mot Enköping–Strängnäs. Från E4 vid Knivsta viker också riksväg 77 av mot Norrtälje.

## Vattenvägar

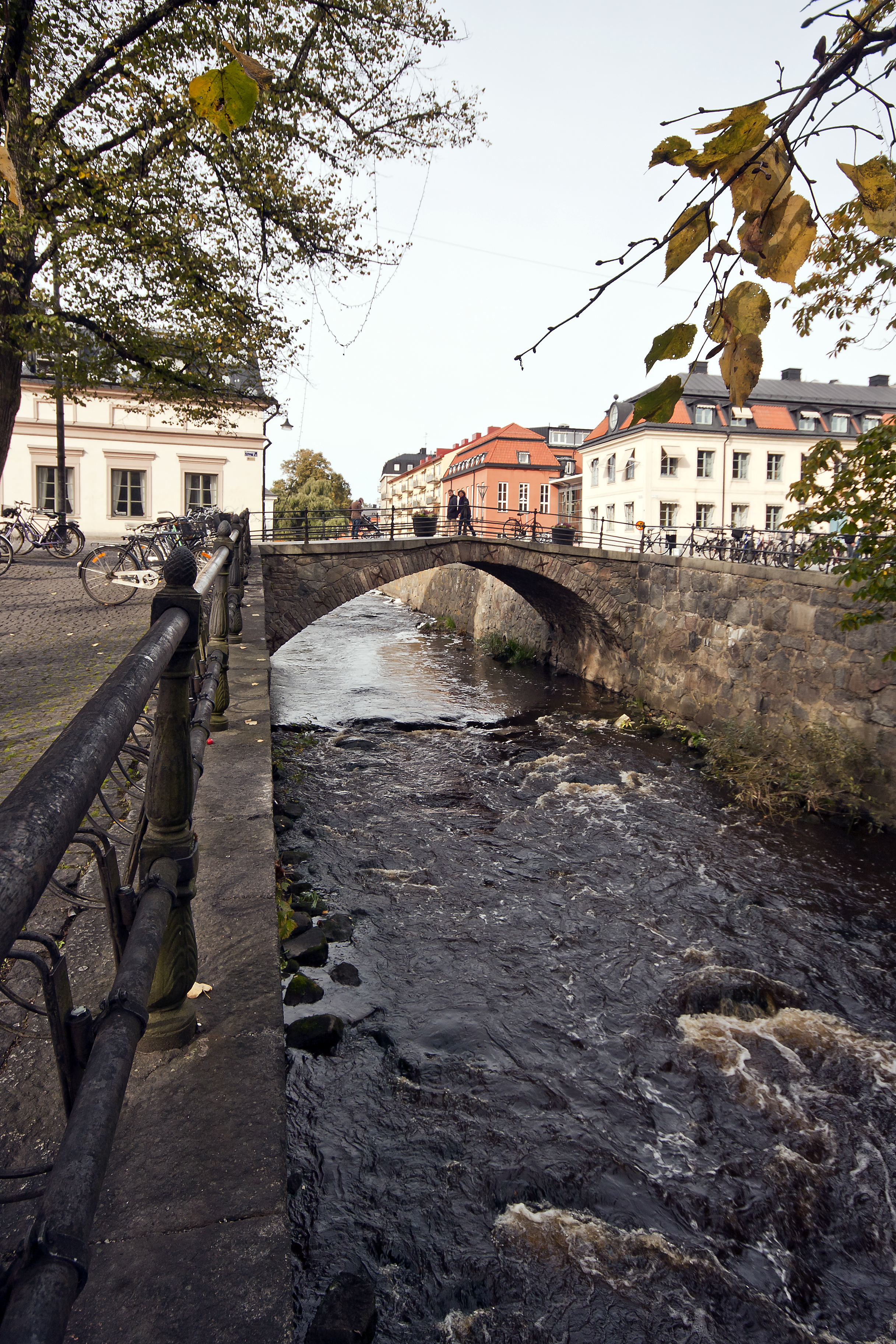
Dombron

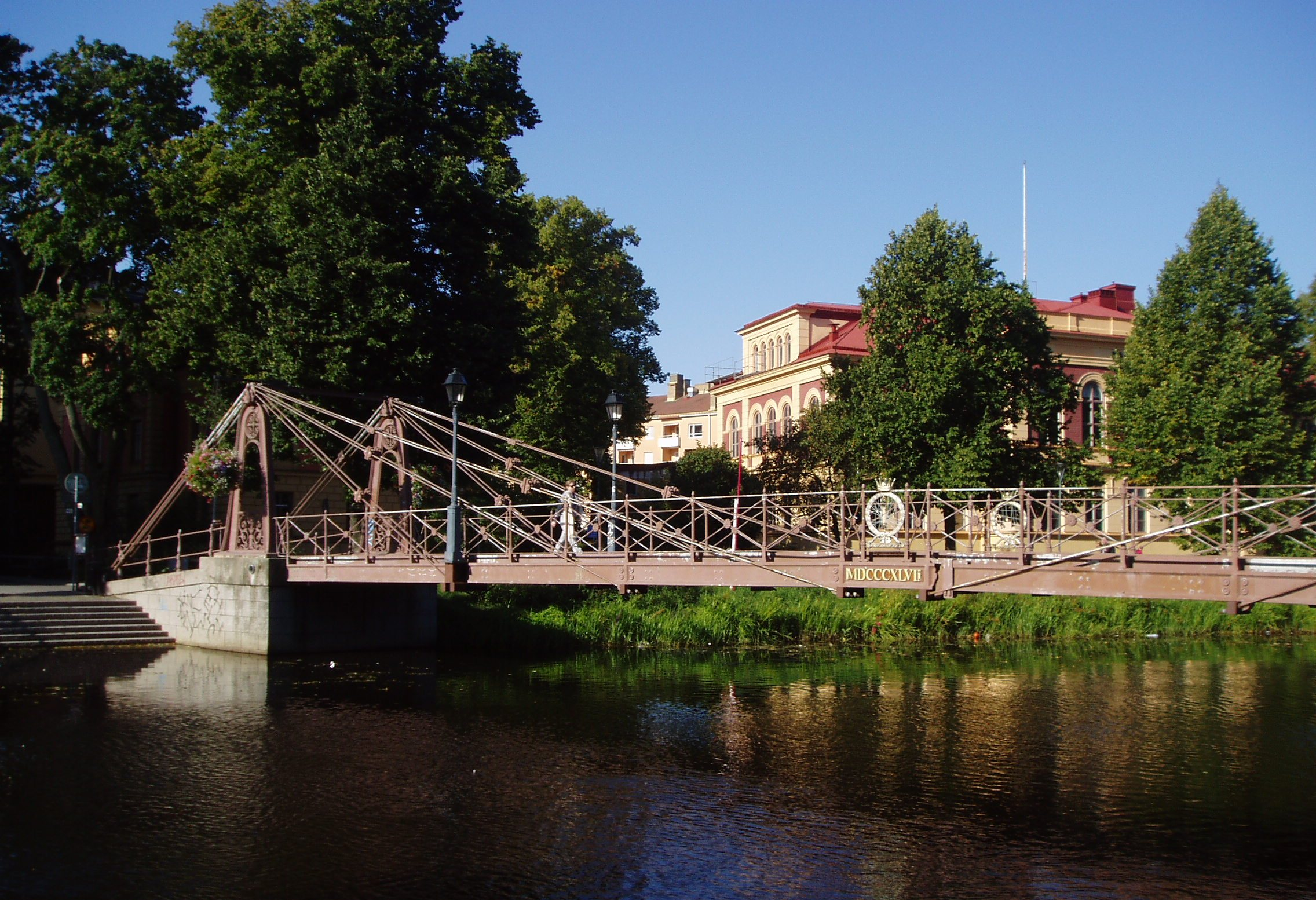
Jernbron

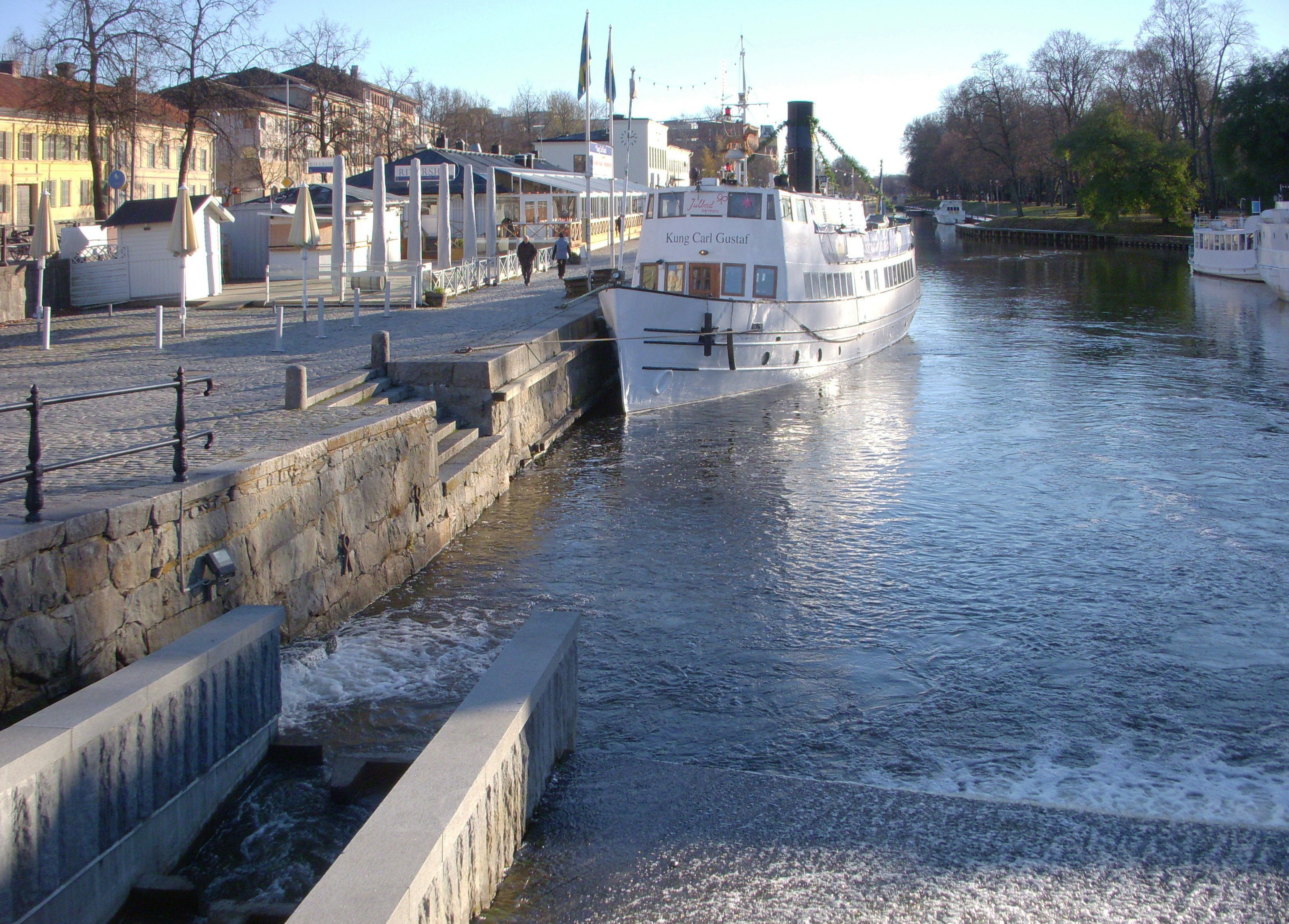
Fyrisån

### Broar
Se även Kategori:Broar i Uppsala
Uppsalas äldsta bro är Dombron vilken har funnits sedan 1300-talet. Fram till mitten på 1800-talet var det enda sättet att korsa Fyrisån norr om Kvarnfallet under sommaren att färdas med färja. Därför byggdes mellan 1846 och 1848 Jernbron. Idag finns drygt 25 broar över Fyrisån i Uppsala. Dessa är norrifrån räknat 
- Storvreta, bilväg vid reningsverket i Storvreta
- E4 vid Fullerö, motorväg
- länsväg C 600 (gamla E4:an) vid Ärna gård
- bro vid Brogården, länsväg C 631 från Ulva till länsväg C 600
- Ulva kvarn
- Klastorp (träbro)
- Gång- och cykelspång parallell med och intill Bärbyleden
- Tunabergsbron – Bärbyleden
- Fyrishovsspången – gång- och cykelspång mellan Fyrishov och bilparkering
- Fyrisvallsbron
- Idunspången - gång- och cykelbro mellan Ringgatan, Fyrisvall, och södra Svartbäcken
- Strandängsspången - mellan Fyrisvallen, och södra Svartbäcken (ovanpå de gamla fjärrvärmerören)
- Järnvägsbro Uppsala—Sala
- Fyrisspången (tidigare Heimdalsspången), gång- och cykelspång vid Fyrisskolan
- Luthagsbron (Luthagsleden)
- Eddaspången – gång- och cykelbro
- Haglunds bro – bro vid Skolgatan
- Jernbron – gång- och cykelbro
- S:t Olofsbron – ersatte år 1965 Jernbron, som gick här och hade blivit för smal för trafiken.
- Dombron – stenvalvsbro ombyggd 1760. Uppsalas äldsta bro, på medeltiden ersatte den det närbelägna Östra Aros vadställe.
- Nybron
- Västgötaspången – gång- och cykelbro
- Islandsbron
- Tullgarnsbron
- Hamnspången – gång- och cykelbro
- Kungsängsbron – klaffbro
- Vindbron – gång- och cykelbro mellan Ultuna och Kungsängens gård
- Flottsundsbron – svängbro i södra Sunnersta

### Uppsala hamn
Uppsala hamn ligger i den södra delen av staden (mot Kungsängen), närmare Fyrisåns utlopp i Ekoln. Uppsala kommun har 80 båtplatser i hamnen, varav 20 i kajen och 60 i småbåtshamnen. I gästhamnen finns även plats för 40 mindre båtar.

## Flygtrafik
Arlanda flygplats ligger ungefär mitt emellan Uppsala och Stockholm och förbindelserna dit är goda med direkttåg och motorväg, den senare med tät busstrafik. Det har även funnits planer på att starta civiltrafik från Ärna flygplats (före detta F 16) strax norr om staden som dock har avslagits av myndigheterna. För privatflyg finns Sundbro flygplats, ungefär 12  kilometer från Uppsala centrum.

## Kollektivtrafik

### Stationshus
Se även Uppsala centralstation
Stora delar av kollektivtrafiken i Uppsala utgår från Uppsala centralstation, även kallat resecentrum. Ett nytt stationshus byggdes färdigt 2012, vilket är tänkt att innebära en ännu effektivare trafik.

### Tågtrafik

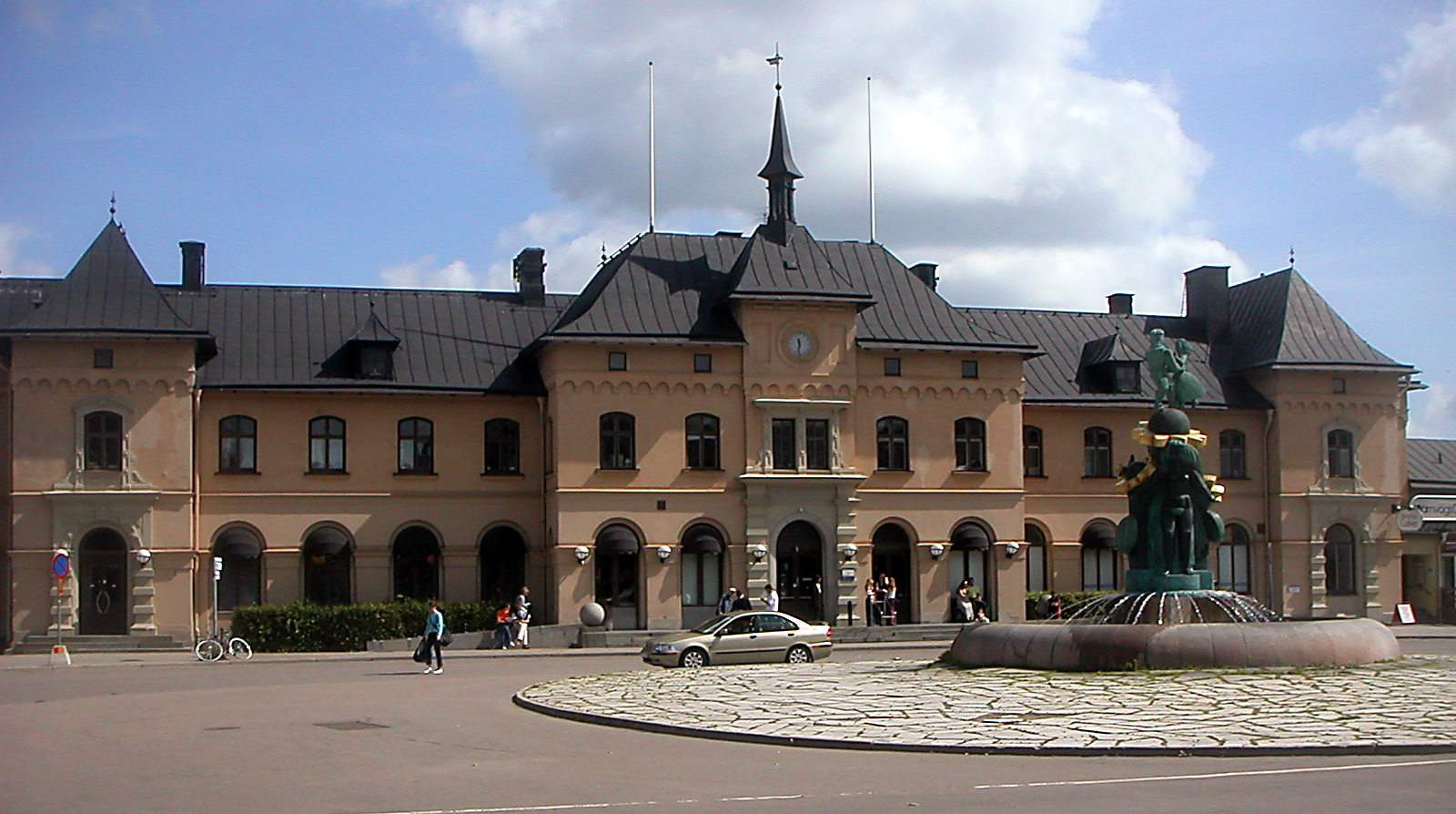
Uppsala centralstation

Uppsala har järnvägsförbindelse med Ostkustbanan söderut till Stockholm (via Märsta eller via Arlanda) och norrut till Gävle samt mot Sala med Dalabanan. 
Den tätaste järnvägstrafiken från Uppsala går söderut mot först och främst Stockholm, genom SJ, Mälartåg och SL:s Pendeltåg. Det går även regelbundna tåg till bland annat Sundsvall, Östersund och Dalarna. Från Uppsala utgår också Mälartågs regionaltåg till Tierp–Gävle och till Sala. Söderut går SL:s pendeltåg via Arlanda till Stockholm och vidare till Södertälje.
Mälartågs tåg mot Stockholm går ofta vidare till Eskilstuna, Arboga och även Örebro.
(Se även museijärnvägen Upsala-Lenna Jernväg)
Diskussioner pågår om att återuppbygga banan till Enköping som trafikerades fram till slutet av 1970-talet.

#### Standard
Järnvägen är dubbelspårig söder om Uppsala och i praktiken fyrspårig söder om gränsen till Stockholms län, där spåren delar sig mot Märsta respektive Arlanda (två dubbelspår som går samman söder om Rosersberg). Fyrspåret på den sträckan blev klart 1999. Det var en stor underlättnad för tågtrafiken på den sträckan.
Dubbelspåret mellan länsgränsen och Uppsala C är en flaskhals, speciellt under rusningstid. Det har beslutats våren 2018 att fyrspåret ska byggas i sin helhet mellan Uppsala och länsgränsen, byggstart är i nuläget satt till 2024.
Norr om Uppsala delar sig den dubbelspåriga järnvägen då Dalabanan och Ostkustbanan skiljs åt. På Ostkustbanan mellan Uppsala och Gävle är det sedan hösten 2017 dubbelspår på hela sträckan när tunneln under Gamla Uppsala öppnades för trafik. Dalabanan är enkelspårig hela sträckan med några mötesspår. Även här har det diskuterats att bygga ut och renovera delar av banan då den är ganska sliten, men i nuläget saknas finansiering för projektet och eftersom ingen finansiering fanns i transportplanen 2018-2029 är det troligt att detta inte kommer hända i närtid.

### Busstrafik
Busstrafiken i Uppsala och Uppsala län sköts av Trafik och samhälle, en förvaltning inom Region Uppsala verksam sedan 1 januari 2012 under varumärket UL. För driften använder regionen olika bussföretag, bland annat regionens eget bussföretag, Gamla Uppsala Buss.